# Stallauer Bach
Der Stallauer Bach und der Heubach (Reindlbach) bilden nach ihrem Zusammenfluss den Reindlbach, einen rechten Zufluss zur Loisach in Oberbayern.
Der Stallauer Bach hat keine eindeutige Quelle. So werden mehrere Gräben an den Nordhängen des Zwiesel als Stallauer Bach bezeichnet, aber auch ein Graben der beim Weiler Buchberg beginnt und in den Stallauer Weiher entwässert. 
Nach dem Zusammenfluss des ersteren mit dem Abfluss des Stallauer Weihers fließt der Stallauer Bach zunächst nach Westen, macht vor Bad Heilbrunn einen Knick nach Norden, vor Obermühl wiederum einen Knick nach Westen. Nach der Vereinigung mit dem Heubach fließt er als Reindlbach weiter bis zur Loisach.